# Sister Bliss
Pour les articles homonymes, voir Bliss.
 (avril 2010).
Si vous disposez d'ouvrages ou d'articles de référence ou si vous connaissez des sites web de qualité traitant du thème abordé ici, merci de compléter l'article en donnant les références utiles à sa vérifiabilité et en les liant à la section « Notes et références ».
Ayalah Deborah Bentovim, alias Sister Bliss, née le 30 décembre 1970 à Londres, est une productrice de musique électronique anglaise.

## Enfance et formation
Elle est devenue une des plus populaires figures de la scène électronique, d'abord comme DJ et ensuite comme productrice.
Elle est surtout un des membres fondateurs du groupe Faithless avec Rollo Armstrong, le frère de Dido. Son parcours musical commence à l'âge de 5 ans par le piano puis le violon, le saxophone et la basse.

## Carrière

### Carrière dans les années 1980
Elle commencera à mixer en 1987 devenant une des premières femmes sur la scène techno de cette époque, elle passe alors dans les clubs les plus populaires de Grande Bretagne comme le Ministry of Sound de Londres ou the Gallery. Elle entame alors une carrière internationale et commence aussi ses propres créations. Elle rencontre le Dj Rollo en 1993 avec qui elle compose et enregistre mais continue sa carrière solo. Les singles Life's a Bitch et Badman deviennent des succès en clubs.

### Carrière avec Faithless
Sa collaboration avec Rollo devient connue sous le nom de Faithless, leur premier album après l'arrivée de deux nouveaux membres : Maxijazz et Jamie Catto en 1996. Reverence est apprécié des amateurs mais ne rencontre pas un grand succès, en 1998 l'album Sunday 8PM change tout, le single God is a DJ devient l'hymne des "Clubbers" de la décennie et l'album monte dans les classements de manière rapide. Les critiques les avaient éreintés mais le groupe continuera sur son succès avec de nombreux albums.

### Carrière solo
En parallèle Sister Bliss continue sa carrière solo et sort son premier album avec le hit Sister Sister. À ce jour elle continue d'être le pilier du "pont" Faithless et produit des remixes d'artistes de la scène électronique anglaise.

## Discographie
- Headliners: 02 (2001)
- Nightmoves (2008)